# PGPEP1L
PGPEP1L (англ. Pyroglutamyl-peptidase I-like) – білок, який кодується однойменним геном, розташованим у людей на 15-й хромосомі. Довжина поліпептидного ланцюга білка становить 196 амінокислот, а молекулярна маса — 21 631.
| 10         |  | 20         |  | 30         |  | 40         |  | 50         |
| ---------- |  | ---------- |  | ---------- |  | ---------- |  | ---------- |
| MKPRTLVELS |  | KLGLGNETVV |  | QLRTLELPVD |  | YREAKRRVTG |  | IWEDHQPQLV |
| VHVGMDTAAK |  | AIILEQSGKN |  | QGYRDADIRS |  | FWPEGGVCLP |  | GSPDVLESGV |
| CMKAVCKRVA |  | VEGVDVIFSR |  | DAGRYVCDYT |  | YYLSLHHGKG |  | CAALIHVPPL |
| SRGLPASLLG |  | RALRVIIQEM |  | LEEVGKPKHR |  | AQFEENSTMV |  | LPAKGN     |

A: Аланін

C: Цистеїн

D: Аспарагінова кислота

E: Глутамінова кислота

F: Фенілаланін

G: Гліцин

H: Гістидин

I: Ізолейцин

K: Лізин

L: Лейцин

M: Метіонін

N: Аспарагін

P: Пролін

Q: Глутамін

R: Аргінін

S: Серин

T: Треонін

V: Валін

W: Триптофан

Кодований геном білок за функціями належить до гідролаз, протеаз, тіолових протеаз. 
Задіяний у такому біологічному процесі, як альтернативний сплайсинг. 